# Подаруєв Ігор Олексійович
Подаруєв Ігор Олексійович — майор Національної поліції України, учасник російсько-української війни, який загинув у ході російського вторгнення в Україну в 2022 році.

## Життєпис
Ігор Подаруєв обіймав посаду старшого дільничного офіцера поліції сектору превенції відділу поліції № 1 Ізюмського районного управління поліції ГУНП в Харківській області. 
Загинув 13 березня 2022 року. Указом Президента України № 144/2022 від 17.03.2022 року нагороджений орденом «За мужність» ІІІ ступеня (посмертно).
20 червня 2022 року голова Харківської обласної військової адміністрації Олег Синєгубов і керівник Головного управління Національної поліції Харківської області Володимир Тимошко передали ордени "За мужність" III ступеня дружині Ігоря Подаруєва, а також родинам загиблих майора поліції Федора Тахтаджиєва, старшого лейтенанта Максима Волика, старшого сержанта Богдана Тарусина та сержанта поліції Олександра Семерніна.

## Нагороди
- орден «За мужність» III ступеня (2022, посмертно) — за особисту мужність і самовіддані дії, виявлені у захисті державного суверенітету та територіальної цілісності України, вірність військовій присязі[3].